# Uwe Behrendt
Uwe Behrendt (* 1. April 1952 in Pößneck; † 16. September 1981 im Libanon) war ein deutscher Rechtsextremist. Ab 1976 wurde er Vizechef der Wehrsportgruppe Hoffmann (WSG) und der engste Mitarbeiter deren Gründers Karl-Heinz Hoffmann. Am 19. Dezember 1980 ermordete Behrendt aus antisemitischen Motiven den Rabbiner Shlomo Lewin und dessen Lebensgefährtin Frida Poeschke in Erlangen. Auf Geheiß Hoffmanns floh er danach in den Libanon, wo er ein weiteres WSG-Mitglied zu Tode gefoltert und bald darauf Suizid begangen haben soll.
Weil sich Hoffmann kein Auftrag, Mitwissen, keine Anstiftung oder Beihilfe zum Erlanger Doppelmord nachweisen ließen, gilt Behrendt juristisch seit 1986 als Einzeltäter. Heute ordnen Politikwissenschaftler und Investigativjournalisten ihn einem Netzwerk von Rechtsterroristen zu, die 1980 in mehreren Staaten Europas Anschläge und Morde begingen.

## Herkunft und Studium
Uwe Behrendt stammte aus Pößneck in Thüringen und machte dort 1970 Abitur. 1973 unternahm er einen Fluchtversuch aus der DDR, wurde dabei festgenommen und wegen „Republikflucht“ zu einer Haftstrafe von 20 Monaten verurteilt. Die Bundesregierung zahlte bei einem Häftlingsfreikauf 50.000 DM an die DDR für seine Freilassung. Am 24. Juli 1974 schob die DDR ihn zusammen mit anderen politischen Häftlingen in die Bundesrepublik ab. Einige der gemeinsam freigekauften DDR-Häftlinge, darunter Ralf Rößner, waren schon in der DDR als Neonazis aktiv gewesen und gelangten danach wie Behrendt zur WSG.
Ab dem Wintersemester 1974/75 studierte Behrendt Evangelische Theologie und Germanistik an der Eberhard Karls Universität Tübingen. Er wurde Mitglied der Straßburger Burschenschaft Arminia. Laut den Burschenschaftlichen Blättern focht er dort zwei Mensuren, war Fechtwart und Sprecher. 1976/77 gehörte er zum „Hochschulpolitischen Ausschuss“ der Deutschen Burschenschaft (HpA der DB). Zudem war er im rechtsextremen Hochschulring Tübinger Studenten (HTS) aktiv, den der ebenfalls aus der DDR freigekaufte Axel Heinzmann führte. 1976 kandidierte Behrendt bei der Wahl zum ASTA seiner Universität für den HTS. Dieser vertrat einen hochschulpolitischen Antikommunismus, forderte die juristische Rehabilitation von NS-Verbrechern und unterstützte das rassistische Regime der Apartheid in Südafrika.

## Aktivitäten in der WSG
Über seine Burschenschaft und den HTS erhielt Behrendt Kontakt zur WSG Hoffmann, die mit bis zu 440 Mitgliedern damals die größte paramilitärische Wehrsportgruppe in der Bundesrepublik war. Zum 4. Dezember 1976 lud der HTS den WSG-Führer Karl-Heinz Hoffmann zu einem Vortrag zum Thema „Die schwarz-kommunistische Aggression im südlichen Afrika“ ein. Behrendt beteiligte sich mit anderen HTS-Mitgliedern an schweren Übergriffen auf Gegendemonstranten. Im bundesweit beachteten „Prinz-Karl-Prozess“ wurden Behrendt, Hoffmann und neun weitere Beteiligte wegen Landfriedensbruchs und Körperverletzung angeklagt, aber nach 18 Verhandlungstagen freigesprochen.
Behrendt wurde aktives Mitglied der WSG und stieg zu deren Vizechef auf, der Hoffmann völlig ergeben gewesen sein soll. Er gehörte zu den WSG-Mitgliedern, die der HTS öfter als Saalschutz einlud, und wurde bald zum „harten Kern“ um Hoffmann gezählt. Er beteiligte sich öfter an Schlägereien und bewaffneten Angriffen der WSG auf linksgerichtete Buchhandlungen, Veranstaltungen und Demonstrationen. Augenzeugen nahmen diese Angriffe als „Eruption nackten Terrors“ wahr. Nachdem Hoffmann unter anderem wegen der Angriffe in Tübingen eine Haftstrafe von 18 Monaten verbüßen hatte müssen, rückte Behrendt in den engsten Führungskreis der WSG auf und erhielt öfter einen „Spezialauftrag“ Hoffmanns. Er sollte zum Beispiel Ralf Rößner töten, nachdem dieser die WSG verlassen und dabei gefälschte Dollarbanknoten aus einem geheimen Erddepot der WSG gestohlen hatte. Behrendt wollte den Mordauftrag mit einer Handgranate ausführen, traf Rößner und dessen Freundin in deren Wohnung jedoch nicht an. Dies wurde nach Behrendts Tod ermittelt.
Im Sommer 1977 organisierte die WSG ein bundesweites Treffen von Holocaustleugnern in Nürnberg mit. Daraufhin bildete sich dort ein Antifaschistisches Aktionsbündnis. Rabbiner Shlomo Lewin, der damals die Israelitische Kultusgemeinde Nürnberg leitete, trat als dessen Hauptredner öffentlich gegen die WSG auf, warb bei Vertretern der Bayerischen Staatsregierung für deren Verbot und demonstrierte mit anderen Antifaschisten in Ermreuth gegen die WSG. So wurde er für diese zur Zielscheibe. Hoffmann bedrohte seine Gegner damals öffentlich und diffamierte Lewin im März 1979 in seiner Zeitschrift Kommando.
Zwischen April und Oktober 1979 hielt sich Behrendt in Südafrika auf und erhielt vom deutschen Konsulat dort einen neuen Reisepass, weil er seinen deutschen Pass und Personalausweis als verloren gemeldet hatte.
Nachdem Bundesinnenminister Gerhart Baum die WSG im Januar 1980 als verfassungsfeindliche Organisation bundesweit verboten hatte, verlegte Hoffmann sie in den Libanon. Seit Mai 1980 lieferte er der PLO ausgediente Militärfahrzeuge der Bundeswehr. Dafür lieferte die PLO der „WSG-Ausland“ Waffen und erlaubte ihr, damit in einem PLO-Ausbildungslager im Libanon zu trainieren. Behrendt half, die Fahrzeuge zu beschaffen und zu überführen.
Am 26. September 1980, dem Tag des Oktoberfestattentats in München, wollten Behrendt und Hoffmann erneut einen Fahrzeugkonvoi auf dem Landweg in den Libanon bringen. Infolge des Attentats wurden einige WSG-Mitglieder vorübergehend festgenommen. Dabei fand man in Hoffmanns Wohnung eine Fotoreportage der Zeitschrift Oggi von 1977 über die WSG, die Rabbiner Shlomo Lewin als Gegenspieler Hoffmanns darstellte. Der Bundesnachrichtendienst meldete dem Landeskriminalamt Bayern (LKA) am 29. September 1980, dass Hoffmann sich vor der PLO mit dieser Reportage als Feind des Zionismus und des Judentums dargestellt und die Zusammenarbeit erreicht habe. Am selben Tag wurden die WSG-Mitglieder wieder freigelassen, da sich keine Hinweise auf ihre Tatbeteiligung fanden. Hoffmann reiste am 6. Oktober 1980 wieder in den Libanon und verfasste dort eine antisemitische Verschwörungstheorie: Der israelische Geheimdienst Mossad habe das Oktoberfestattentat geplant und ausgeführt, um die Zusammenarbeit der WSG mit der PLO zu torpedieren und ihn, Hoffmann, auszuschalten. Das Pamphlet kursierte in der WSG und schürte dort die Wut auf vermeintliche Drahtzieher des Attentats, die die WSG angeblich zerstören wollten.
Im Dezember 1980 reiste Behrendt nach späterer Aussage des WSG-Mitglieds Walter Behle mit einem von der PLO bereitgestellten, wohl gefälschten Pass Mauretaniens nach Europa. 1982 wurde ein Araber in Stockholm festgenommen, der mit mehreren Pässen eingereist war, darunter dem verloren gemeldeten deutschen Pass Behrendts.

## Erlanger Doppelmord
1980 wohnte Behrendt bei Hoffmann im WSG-Hauptquartier Schloss Ermreuth. Am Freitag, den 19. Dezember 1980, kam er in das 14 km entfernte Erlangen. Gegen 19:00 Uhr betrat er das Grundstück Ebrardstraße 20. Nach später gefundenen Spuren ging er durch den Garten, schaute durch das Wohnzimmerfenster, ging dann zur Haustür und klingelte. Als der Rabbiner Shlomo Lewin öffnete, erschoss er ihn direkt mit einer Maschinenpistole. Als Lewins Lebensgefährtin Frida Poeschke auf den Flur kam, erschoss er auch sie. Er gab jeweils drei Schüsse auf den Rumpf der beiden ab und tötete die zu Boden Gefallenen dann mit einem gezielten Kopfschuss. Er ließ eine blaue Sonnenbrille für Damen der Marke Schubert und ein Stück eines selbstgebauten Schalldämpfers am Tatort. Um 19:04 Uhr fanden Bekannte die Toten.

## Flucht und weitere Aktivitäten
Nach dem Mord kehrte Behrendt nach Ermreuth zurück und gestand Hoffmann die Tat. Dieser warnte sofort seine Freundin vor den erwarteten Polizeiverhören zu ihrer Sonnenbrille. Er sammelte alle Patronen und Geschosshülsen aus der Tatwaffe, die ihm gehört hatte, aus seinem Keller, zerquetschte und beseitigte sie. Er ließ sich von Behrendt alle Kleidungsstücke geben, die dieser bei dem Mord getragen hatte, und verbrannte sie im Kachelofen seiner Wohnung. Er drängte ihn, Deutschland zu verlassen, und gab ihm rund 1000 DM für ein Flugticket in den Libanon. Am 21. Dezember 1980 reiste Behrendt mit einem schon erhaltenen Visum in die DDR und besuchte zu Weihnachten seine Mutter in Pößneck. Am 26. Dezember kehrte er kurz nach Ermreuth zurück, packte für die Ausreise, fuhr mit der Bahn nach Bonn, holte in der dortigen Botschaft Syriens ein Visum ab, flog dann über Damaskus nach Beirut und gelangte so zurück in das nahegelegene PLO-Ausbildungslager Bir Hassan. Hoffmann, der am Vortag ebenfalls wieder dort eingetroffen war, beförderte Behrendt dann zum „Oberstleutnant“ der WSG-Ausland, der die dortigen Übungen leiten sollte.
Im Libanon sollte Behrendt die WSG-Ausland mit harten Disziplinarmaßnahmen zusammenhalten. Er ließ mehrere der damals noch 15 Mitglieder aus verschiedenen Gründen foltern und misshandeln, darunter Kay Uwe Bergmann. Dieser hatte gegen ein Rauchverbot verstoßen und wurde bei großer Hitze zu Gewaltmärschen mit vollem Rucksack und Gasmaske gezwungen. Er musste versalztes Öl trinken und sein Erbrochenes essen. Nachts wurde er in voller Montur an sein Bett gekettet und mit Waterboarding in Todesangst versetzt. Nach einem Fluchtversuch aus einem PLO-Krankenhaus schlug Hoffmann ihn persönlich blutig und ordnete ein Folterverhör an, das Behrendt und Joachim Bojarsky im Februar 1981 durchführten. Nach Aussagen der WSG-Aussteiger Odfried Hepp und Peter Hamburger war Hoffmann dabei anwesend. Danach verschwand Bergmann spurlos. Nach internen Gerüchten in der WSG starb er bei dem Verhör und wurde an unbekanntem Ort im Libanon verscharrt. Hoffmann behauptete später in seinem Strafprozess, er sei vorher abgereist; Behrendt sei schuld an Bergmanns Tod.
Nach späteren Angaben der Bundesregierung besaß Behrendt im Mai 1981 einen gefälschten Ausweis. Mehrere WSG-Mitglieder bezeugten nach ihrer Rückkehr aus dem Libanon, Behrendt sei im Frühjahr 1981 erneut nach Europa gereist und habe dort einen weiteren Mord begangen.
Laut späteren Ermittlungen plante Behrendt seit Hoffmanns Festnahme im Juni 1981 mit weiteren WSG-Mitgliedern im Libanon Anschläge auf eine Ölraffinerie in Deutschland, einen UNO-Konvoi, die United States Army, ein israelisches Schiff und einen westlichen Radiosender. Sie wollten Botschaftsangehörige entführen und Richter und Staatsanwälte erschießen, falls Hoffmann länger als sechs Monate Haft verbüßen musste. Auf ihrer Abschussliste stand auch der anfangs gegen Hoffmann ermittelnde Nürnberger Staatsanwalt Gerulf Schmidt.

## Tod
Am 5. September 1981 im PLO-Lager schrieb Behrendt seiner Mutter und seinen Schwestern einen Abschiedsbrief: Er werde sich nach dem Brief erschießen. Er erwähnte weder seine Taten noch die Gründe seiner Suizidabsicht. Die PLO schickte den Brief und eine Nachricht zu Behrendts Tod an das Ministerium für Staatssicherheit (MfS) der DDR. Ein MfS-Offizier bestätigte den Empfang und bemerkte dazu, die PLO habe den Suizid rekonstruiert und auf „große Meinungsverschiedenheiten“ in der WSG-Ausland verwiesen. Behrendt habe „zunehmend die Nützlichkeit seiner Tätigkeit in Frage gestellt“. Diese Dokumente wurden erst nach 1990 bekannt.
1983 bezeugten die WSG-Rückkehrer Klaus Hubel, Joachim Bojarsky und Leroy Paul gegenüber westdeutschen Ermittlern, Behrendt sei im Libanon gestorben. Am 23. August 1984 berichtete die Associated Press, die libanesische Polizei habe Behrendts Leichnam gefunden. Nach deren Angaben sei der Tote ein „Rekrut der Baader-Meinhof-Bande“ gewesen, von seiner Guerilla-Ausbildung desertiert, danach in einem palästinensischen Gefängnis inhaftiert, bei einem Fluchtversuch erschossen und von seinem Mörder vergraben worden. Im selben Monat reisten zwei LKA-Beamte in den Libanon, exhumierten an einer von Leroy Paul genannten Stelle einen Leichnam und brachten ihn nach München. Dort identifizierte das Institut für Gerichtsmedizin den Toten als Uwe Behrendt. Im Januar 1985 bezeugte Leroy Paul vor Gericht, er habe Behrendts Suizid beobachtet und sei bei seiner Bestattung auf einem Palästinenserfriedhof dabei gewesen.
Alle Angaben zu Behrendts tatsächlichem Suizid beruhten auf Zeugenaussagen von WSG-Mitgliedern, die sich eventuell Strafmilderung erhofften. Darum stellte die Fraktion Die Linke im Bundestag 2017 eine Kleine Anfrage zu Behrendts Todesumständen. Die Bundesregierung antwortete, Behrendts Suizid sei durch eine Zeugenaussage und die gerichtsmedizinische Untersuchung von 1984 festgestellt worden. Unklar blieb, ob und wie sich an der seit drei Jahren verwesten Leiche Behrendts noch medizinisch feststellen ließ, ob er sich selbst oder ein anderer ihn erschossen hatte.

## Ermittlungen und Strafprozess
Weil Spuren eines Kampfes oder Fesselung der Opfer in Erlangen fehlten und nichts durchwühlt und entwendet worden war, gingen die Ermittler von einer geplanten Hinrichtung aus. Wegen der sechs noch nicht tödlichen Schüsse und der Fundstücke am Tatort nahmen sie einen Amateur als Täter an. Aus der Deformierung der Patronenhülsen ergab sich, dass der Lauf der Tatwaffe zeitweise verlötet gewesen war. Die WSG hielt ihre Übungen stets mit verlöteten Waffen ab, damit sie erlaubt blieben. Ihr aktuelles Hauptquartier Ermreuth war 14 km vom Tatort entfernt. Die Sonnenbrille war in ihrem früheren Hauptquartier Heroldsberg hergestellt worden. Die Brille war ein Unikat und trug den eingravierten Namen des Optikers und die Kundennummer 127. Der Optiker wohnte in Heroldsberg direkt neben dem Haus, in dem Karl-Heinz Hoffmann jahrelang gelebt hatte.
Obwohl Medienberichte seit dem 22. Dezember 1980 nach dem Besitzer des Brillenmodells fragten, suchten die Ermittler den oder die Täter fünf Monate lang im Umfeld des Opfers Lewin und der Israelitischen Kultusgemeinde Nürnberg. Erst im Mai 1981 fragten sie beim Brillenhersteller Schubert in Heroldsberg nach möglichen Käufern und fanden so rasch heraus, dass die Brille Hoffmanns Freundin Franziska Birkmann gehört hatte. Damit waren die beiden und ihr Mitbewohner Uwe Behrendt Tatverdächtige.
Die Untersuchung der Geschosshülsen vom Tatort ergab, dass die Tatwaffe eine Beretta mit einem Schalldämpfer war, der bei der Tat zerbrochen war. Hoffmann besaß legal ein solches Modell. Er und Behrendt hatten den Schalldämpfer im Dezember 1980 gebaut und im Keller und auf dem Gelände des Schlosses ausprobiert. Der Deckel einer Spraydose am Tatort enthielt dieselben Chemikalien wie ein Hartschaum, der auf Schloss Ermreuth zum Einbau von Türen und Fenstern verwendet worden war. Wegen dieser Spuren und Resten der verbrannten Kleidung galt Behrendt für die Ermittler als ausführender Täter, Hoffmann als Anstifter und Birkmann als Mittäterin.
Im April 1981 kehrte Hoffmann aus dem Libanon nach Deutschland zurück, um sein Liefergeschäft für die PLO fortzusetzen. Am 27. April 1981 befragte die Polizei ihn erstmals, zunächst nur als Zeugen. Er behauptete, er, Birkmann und Behrendt seien am 19. Dezember 1980 den ganzen Tag zuhause gewesen. Nachdem seine Freundin als Besitzerin der Sonnenbrille festgestellt worden war, wurde Hoffmann am 16. Juni 1981 auf dem Flughafen Frankfurt Main kurz vor seinem erneuten Abflug in den Libanon festgenommen.
Ein Zeuge sagte aus, Hoffmann habe ihn vor den Morden gebeten, seine verplombte Beretta-Maschinenpistole scharf zu machen. Franziska Birkmann gab im August 1981 zu, dass Hoffmann sie in der Nacht auf den 20. Dezember 1980 über Behrendts Morde und die zurückgelassene Sonnenbrille informiert habe. Auf die Frage, ob Hoffmann an der Tat beteiligt gewesen sei, nickte sie, verweigerte aber weitere Angaben dazu: „Ich kann doch nichts sagen, sonst belaste ich ihn doch.“ Am 20. August 1981 erließ das Amtsgericht Erlangen auch einen Haftbefehl gegen Uwe Behrendt.
Am 4. September 1981 zog Hoffmann deshalb seine Erstaussage zurück und behauptete nun, er und Birkmann seien am Tatabend zuhause gewesen und hätten auf den Besuch von zwei WSG-Mitgliedern gewartet. Diese bestätigten das Alibi für die Tatzeit. Später sei Behrendt nachhause gekommen und habe ihm, Hoffmann, gestanden, dass er Shlomo Lewin und dessen Partnerin erschossen und die Tatwaffe auf dem Rückweg unauffindbar vergraben habe. Auf Nachfrage habe er als Mordmotiv genannt: „Ja, Chef, ich hab's auch für Sie getan“, nämlich als Rache für das Oktoberfestattentat. Er habe nicht mehr mitansehen können, wie das Attentat Hoffmann innerlich aufgerieben habe. Jemand habe etwas dagegen tun müssen, da Hoffmann nie etwas getan hätte. Er habe sich darauf verlassen, dass Hoffmann ihn nicht anzeigen werde, um nicht selbst als Anstifter verdächtigt zu werden. Denn Behrendt kannte Shlomo Lewin aus Hoffmanns Zeitschrift Kommando. In seiner Aussage erklärte Hoffmann weder, wie Behrendt von Ermreuth nach Erlangen und zurück gelangt war, noch den Verbleib des zerbrochenen Schalldämpfers. Er behauptete, er habe das gemeinsam gebaute Modell vor dem Mord entsorgt.
Der Generalbundesanwalt beauftragte Staatsanwalt Gerulf Schmidt zunächst dazu, wegen des Verdachts der Rädelsführerschaft in einer terroristischen Vereinigung mit Anschlags- und Mordabsichten gegen Hoffmann zu ermitteln. Im Januar 1982 urteilte der Bundesgerichtshof (BGH) jedoch, §129a StGB (Bildung terroristischer Vereinigungen) beziehe sich nur auf entsprechende Straftaten auf deutschem Boden. LKA-Fahnder verzichteten zudem darauf, Kay Uwe Bergmanns Leiche im Libanon zu suchen. Da Behrendt nicht auffindbar war, klagte der Nürnberger Oberstaatsanwalt Rudolf Brunner Hoffmann 1983 wegen zweifachen Mordes, Birkmann wegen Beihilfe dazu an. Das Landgericht Nürnberg-Fürth unter dem Vorsitz von Johann Mürschberger wies diese Anklagepunkte jedoch wegen Hoffmanns Eigenaussagen zurück. Er hatte behauptet, der selbstgebaute Schalldämpfer sei nur als „Produktionsmuster“ für eine geplante Schalldämpferfabrik im Libanon gedacht gewesen. Die Maschinenpistole habe er nur zum Selbstschutz im Haus gehabt. Daraus folgerten die Richter, die von Hoffmann behauptete Alleintäterschaft Behrendts sei hinreichend plausibel. Sie ließen bezeugte Drohungen Hoffmanns vor dem Doppelmord unberücksichtigt: Seine künftigen Aktivitäten könnten „für die herrschenden Kreise weitaus unangenehmer werden“. „Eines Tages mache ich was, da werden dann alle schauen.“ Die wegen Mordes erlassenen Haftbefehle gegen Hoffmann und Birkmann wurden aufgehoben. Hoffmann blieb jedoch wegen vieler anderer Delikte in Untersuchungshaft.
Nach ihrer Rückkehr nach Deutschland 1982 bezeugten die WSG-Mitglieder Hans-Peter Fraas und Alfred Keeß, Hoffmann habe sie für einen Mord an einem Juden anwerben wollen. Keeß bezeugte, Hoffmann habe ihn kurz nach dem Oktoberfestattentat mehrmals gefragt, ob er einen älteren Juden nahe Ermreuth töten würde. Hoffmann habe ihm geraten, zur Tarnung eine Perücke und eine Sonnenbrille zu tragen und die Tat mit einer schallgedämpften Waffe auszuführen. In Hoffmanns Wohnung wurde eine Perücke gefunden, die Erlanger Zeugen auf dem Kopf eines Unbekannten gesehen hatten und wiedererkannten. Keeß bezeugte zudem, Behrendt habe ihm im Libanon seinen Doppelmord gestanden.
Hoffmann wurde im Juli 1984 erneut angeklagt, nun wegen der Vorbereitung von Sprengstoffdelikten, Anwerbung von Deutschen für einen fremden Wehrdienst, schweren Diebstahls, Geldfälschung, Nötigung, gefährlicher Körperverletzung, Freiheitsberaubung und Verstoßes gegen das Waffengesetz. Sein Verhältnis zu Behrendt sollte in der Hauptverhandlung geklärt werden, die am 12. September 1984 begann. Mit Behrendts Tod war ein Indizien- oder Zeugenbeweis für einen konkreten Mordauftrag Hoffmanns unmöglich geworden. Dieser behauptete, die Aussagen, er habe WSG-Mitglieder zu einem Mord an einem Juden anstiften wollen, seien bloß Rache für die harten Disziplinarstrafen. Er verhöhnte den toten Behrendt als „Rindvieh, getrieben von Aktionsgeilheit“, und stellte ihn als „durchgeknallten Einzeltäter“ dar.
Der Zeuge Frank Lippert, der im Auftrag Hoffmanns jahrelang die Spendenkartei des WSG-Freundeskreises verwaltet hatte, berichtete dem Gericht von seinem Besuch im Schloss Ermreuth am 13. Dezember 1980: Er habe Hoffmann, Franziska Birkmann und Uwe Behrendt in der Schlossküche angetroffen, wo die drei gerade Metallrohre zurechtgesägt hätten. Er habe die Utensilien zum Bau eines Schalldämpfers entdeckt. Dabei habe besonders Hoffmann sorgfältig Fingerabdrücke vermieden. Diese Beobachtungen hatte Lippert dem Verfassungsschutz Bayerns wahrscheinlich schon vor dem Doppelmord gemeldet, da Quellmeldungen zeitnah erfolgten. Doch weder bei den Ermittlungen zum Doppelmord noch zum Oktoberfestattentat wurde sein Bericht berücksichtigt. Eine rechtzeitige Durchsuchung des Schlosses Ermreuth, Festnahme und Vernehmung der drei Tatverdächtigen unterblieb. Erst im Strafprozess von 1986 stützte Lipperts Aussage den Verdacht, dass die drei Verdächtigen gemeinsam jenen Schalldämpfer gebaut hatten, der sechs Tage danach (19. Dezember 1980) beim Doppelmord in Erlangen benutzt worden war. Dennoch folgte das Gericht Hoffmanns Behauptung, der in der Küche gebaute Schalldämpfer sei nur als Prototyp für eine Serienherstellung im Libanon gedacht gewesen; Berendt habe ohne sein Wissen einen anderen Schalldämpfer gebaut und für den Mord benutzt. Am 30. Juni 1986 urteilte das Gericht, Uwe Behrendt habe den Doppelmord aus freien Stücken allein geplant und durchgeführt, und sprach Hoffmann und Birkmann von jeder Mittäterschaft oder Beihilfe frei. Es wertete Hoffmanns Spurenbeseitigung als Selbstschutz, nicht als Strafvereitelung.
Das Bundesamt für Verfassungsschutz (BfV) verweigerte dauerhaft die Freigabe von Akten zu WSG-Zeugen, die als V-Leute arbeiteten, da die Einsichtnahme „das Wohl der Bundesrepublik Deutschland“ gefährde. Nach einem Urteil des Bundesverfassungsgerichts von 2017 musste das BfV einräumen, dass ihm 300 geheime „Quellenmeldungen“ (Agentenberichte) zur WSG vorlagen. Darunter war auch Frank Lipperts Bericht vom Dezember 1980; er war im Februar 1981 an das BfV gelangt. 1986 im Strafprozess gegen Hoffmann hatte Lippert die Aussage verweigert, ob er für den Verfassungsschutz arbeite.

## Offene Fragen
Ähnlich wie Gundolf Köhler beim Oktoberfestattentat wurde Uwe Behrendt nach dem Doppelmord von Erlangen nicht gefasst, überführt und verurteilt, sondern nach seinem Tod juristisch als Einzeltäter eingestuft und festgelegt. Beide waren vorher jahrelang als gewaltbereite Neonazis in Erscheinung getreten und den Behörden bekannt. In beiden Fällen wurden die WSG und ihr Anführer nicht mit zur Verantwortung für ihre Verbrechen gezogen. In beiden Fällen wurden naheliegende und deutliche Hinweise auf ein rechtsextremes Täterumfeld und mögliche rechtsextreme Tatmotive anfangs missachtet. Dies ließ möglichen Mittätern genug Zeit, um eventuell belastende Indizien zu beseitigen. Nach dem Ermittlungsabschluss blieben hier wie dort viele Fragen, Widersprüche und Hinweise auf Mittäter ungeklärt:
- Wie gelangte Behrendt zum Tatort und zurück nach Schloss Ermreuth?
- Wo blieb die Tatwaffe?
- Handelte Behrendt, der Hoffmann laut Aussagen von Angehörigen „blind ergeben“ war, tatsächlich allein und ohne Mitwisser?
- Gibt es weitere Morde, die bislang nicht mit Behrendts Taten in Zusammenhang gebracht wurden?

Die Ermittlungen zum Doppelmord in Erlangen richteten sich zuerst gegen das Opfer Shlomo Lewin und sein Umfeld, erst später gegen rechtsextreme Täter. Das gleiche Muster wiederholte sich von 1998 bis 2011 bei den Ermittlungen zur Terrorgruppe Nationalsozialistischer Untergrund (NSU). Kritische Beobachter wie die Bundestagsabgeordnete Martina Renner sehen dies als Folge einer politisch gewollten Fixierung deutscher Sicherheitsbehörden auf die Einzeltäterhypothese bei Rechtsterroristen, durch die ihr organisatorisches und politisches Umfeld verharmlost oder übersehen werde. Dadurch würden Netzwerke nicht erkannt und Mittäter nicht zur Verantwortung gezogen. Das Unrecht an Behrendts Opfern sei daher bis heute nicht abgegolten. Darum bestehe die Aufgabe einer konsequent antifaschistischen Politik weiter fort, die das Mordopfer Shlomo Lewin der deutschen Gesellschaft 1977 gestellt habe.
Der Investigativjournalist Ulrich Chaussy betont, dass
alles Wissen über den Tatablauf nur von Hoffmann stammte, weil es keine Zeugen gab und die Tatwaffe unauffindbar blieb. Weil mehrere WSG-Mitglieder Anspielungen Behrendts im Libanon auf den Erlanger Doppelmord bezeugten, sei seine Tatbeteiligung wahrscheinlich, nicht aber seine Einzeltäterschaft. Die ganze WSG habe Lewin als Feind betrachtet. Hoffmann habe ihre Mitglieder zum unbedingten Gehorsam verpflichtet und zum militärischen Arm der gesamten deutschen Neonaziszene aufbauen wollen, dabei aber auf strikte Legalität geachtet. Das Verhalten der Ermittler und Medien zum Doppelmord sei Rufmord und Täter-Opfer-Umkehr gewesen, ähnlich wie später der Umgang mit den Familien der NSU-Mordopfer. Die traditionelle Einzeltäterthese deutscher Sicherheitsbehörden sei aus einer „Erledigungsmentalität“ zu erklären. Das Gerichtsurteil von 1986 habe erheblich dazu beigetragen, den tatsächlichen Zusammenhang des Erlanger Doppelmords mit dem Oktoberfestattentat und der WSG zu verdrängen. Auch bei fehlender strafrechtlich relevanter Mitwirkung Hoffmanns hätten dessen paramilitärische Wehrsportmentalität und rassistische Feindbilder junge Männer „in unberechenbare Zeitbomben und Mörder“ verwandeln können. Dieser moralischen Mitverantwortung habe sich Hoffmann nie stellen müssen.
Am 3. August 2023 machten Martina Renner und Sebastian Wehrhahn Frank Lipperts „Quellenmeldung“ vom Dezember 1980 und seine damalige Tätigkeit als V-Mann im WSG-Umfeld bekannt und kritisierten: Die fortgesetzte Geheimhaltung solcher Berichte zur WSG habe die volle Aufklärung des Erlanger Doppelmords verhindert und die Einzeltäterthese gefestigt. Daraufhin verlangte der Landtagsabgeordnete Matthias Fischbach (FDP), die Staatsanwaltschaft solle alle noch verfügbaren Verfassungsschutzakten zum Doppelmord prüfen und gegebenenfalls den Strafprozess neu aufrollen. Die SPD-Landtagsfraktion sandte einen detaillierten Fragenkatalog zur Rolle des Verfassungsschutzes bei den Ermittlungen zur WSG an Bayerns Staatsregierung. Im September 2023 antwortete Bayerns Verfassungsschutz, Frank Lipperts Bericht fehle im Archiv. Nach dessen Erhalt 1981 habe man Lippert dazu befragt. Doch er habe das am Tatort des Doppelmords gefundene Schalldämpfermaterial nicht erkannt. Die Erlanger Anwältin Alexandra Hiersemann verlangte für die SPD-Landtagsfraktion Auskunft, warum Lipperts Bericht verschwand und was die Sicherheitsbehörden danach zum Schutz gefährdeter Personen unternommen hatten. Die Staatsanwaltschaft Nürnberg-Fürth prüfte eine Wiederaufnahme der Mordermittlungen.